# Universität des Westkaps
Die Universität des Westkaps (afrikaans: Universiteit van Wes-Kaapland; englisch: University of the Western Cape), kurz UWC, ist eine staatliche Universität in Bellville, einem Stadtteil von Kapstadt in der südafrikanischen Provinz Westkap.
Die Universität wurde während der Apartheid am 1. November 1959 als University College of the Western Cape für Coloureds, Kapmalaien und Griqua eröffnet und fing den Lehrbetrieb mit 166 Studierenden an. Der Gründungsrektor war Jacobus Gerhard Meiring. Zum Vorsitzenden des 13-köpfigen College-Rates (Council) wurde der damalige Rektor der Universität Stellenbosch, Hendrik Bernardus Thom, berufen. 1970 erhielt das University College auf Basis des University of the Western Cape Act (Act No. 67 / 1969) und der Government Notice No. 111 of 16 January (von 1970) den Hochschulstatus. Nach Protesten von Studenten und Mitarbeitern wurde 1975 mit Richard van der Ross der erste nicht-weiße Rektor ernannt, 1982 lehnte die UWC offiziell die Apartheid ab.

## Organisation

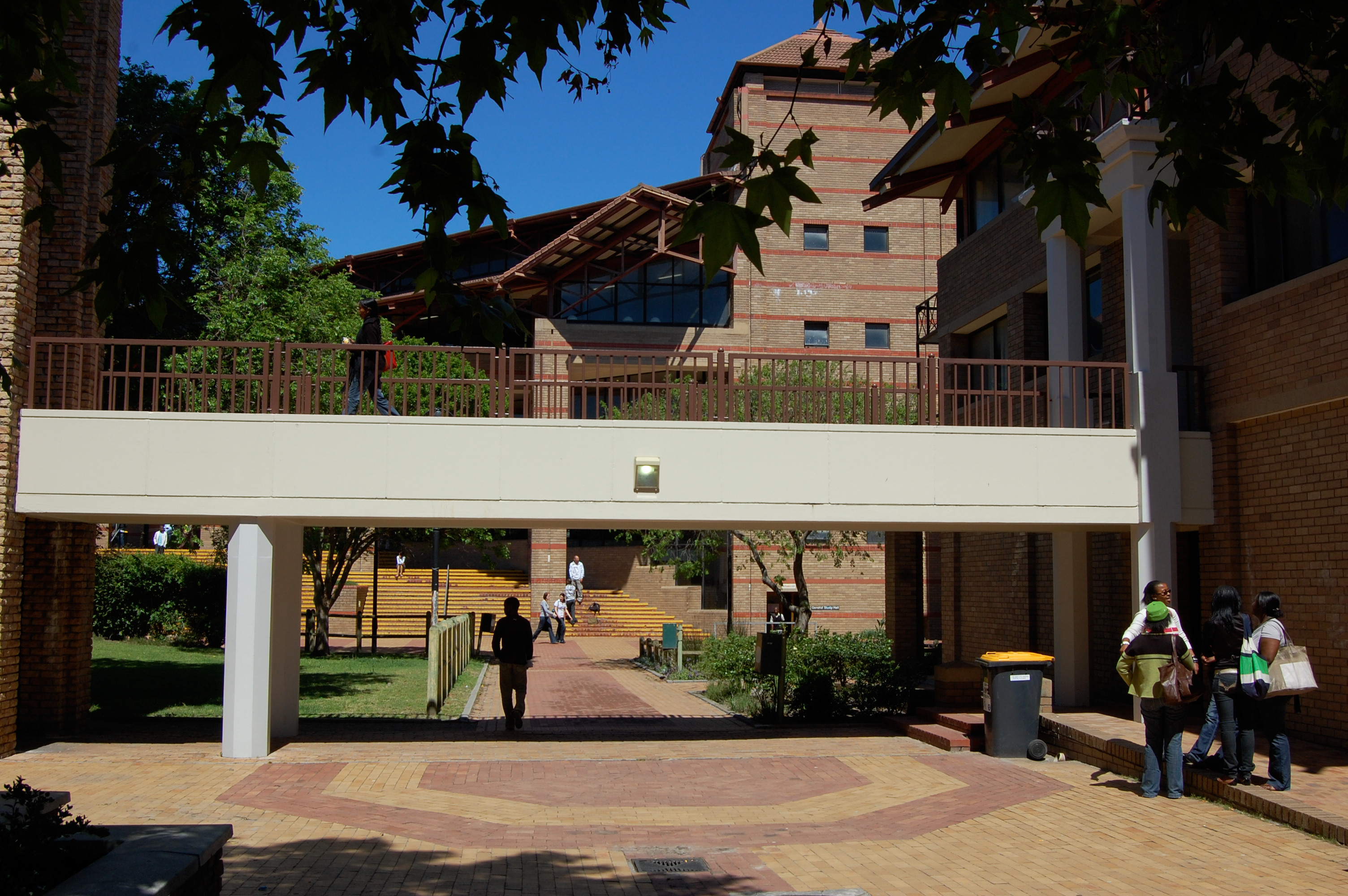
Eingang zur Zentralbibliothek der UWC

Die UWC wird von einem Rektor und Vizekanzler geleitet. Zum Management gehören im Weiteren drei stellvertretende Vizekanzler und weitere Personen. Der Kanzler (Chancellor) hat repräsentative und symbolische Aufgaben; seit 2012 übt der anglikanische Erzbischof Thabo Makgoba das Amt aus, nachdem Desmond Tutu rund 25 Jahre als Kanzler amtiert hatte. Die Leitung ist dem Universitätsrat verantwortlich, der die Leitlinien festlegt sowie die Finanzplanung und akademische Angelegenheiten verantwortet.

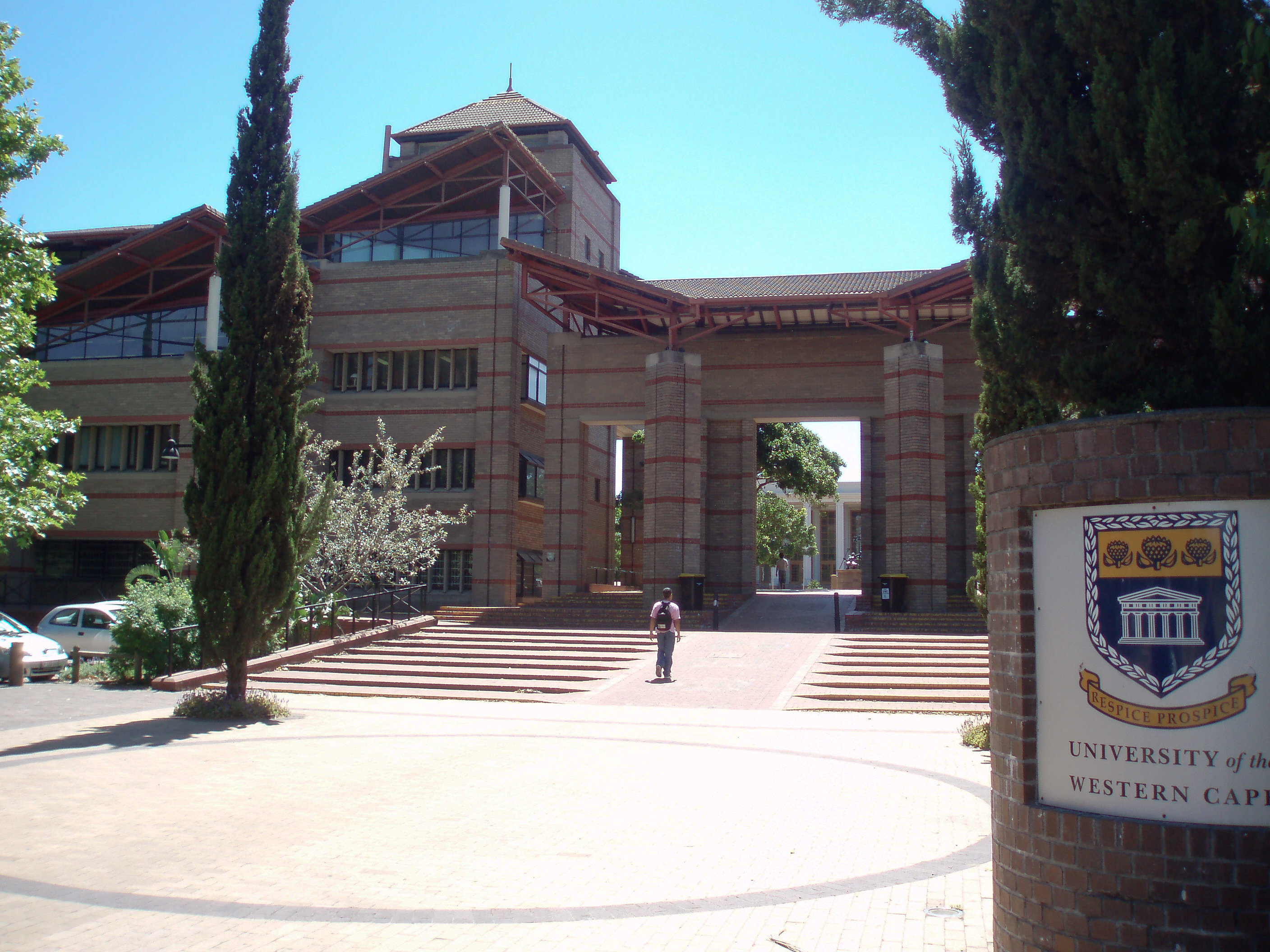
Zentralcampus der UWC

Die Universität liegt im Norden von Kapstadt auf einem Campus und ist in fünf Bereiche unterteilt: Nord-, Süd-, West-, Ost- und Zentralcampus. Die UWC hat sieben Fakultäten:
- Geisteswissenschaften
- Gesundheitswissenschaften
- Zahnmedizin
- Wirtschaftswissenschaft und Verwaltungswissenschaft
- Pädagogik
- Rechtswissenschaft
- Naturwissenschaften

Die Fakultäten sind unterteilt in Schools.

## Bekanntes Personal
- Thabo Makgoba (* 1960), Theologe, (amt. Chancellor)
- N. Sieberhagen (ehem. Rector, 1968 bis 1972)[11]
- Desmond Tutu (1931–2021), anglikanischer Geistlicher und Menschenrechtsaktivist, (ehem. Chancellor)